# 罗克鲁瓦
罗克鲁瓦（法語：Rocroi，法語發音：[ʁɔkʁwa]）是法国大东部大区阿登省的一个市镇，位于该省北部，属于沙勒维尔-梅济耶尔区。

## 地理
罗克鲁瓦（49°55'31"N, 4°31'17"E）面积50.41 平方千米，位于法国大東部大區阿登省，该省份为法国北部内陆省份，西接埃纳省，南至马恩省，东临默兹省，北与比利时接壤。
与罗克鲁瓦接壤的市镇（或旧市镇、城区）包括：菲代勒堡、索尔莫讷河畔沙特莱、菲迈、盖多叙、莱马聚尔、勒万、塞维尼拉福雷、塔耶特。
罗克鲁瓦的时区为UTC+01:00、UTC+02:00（夏令时）。

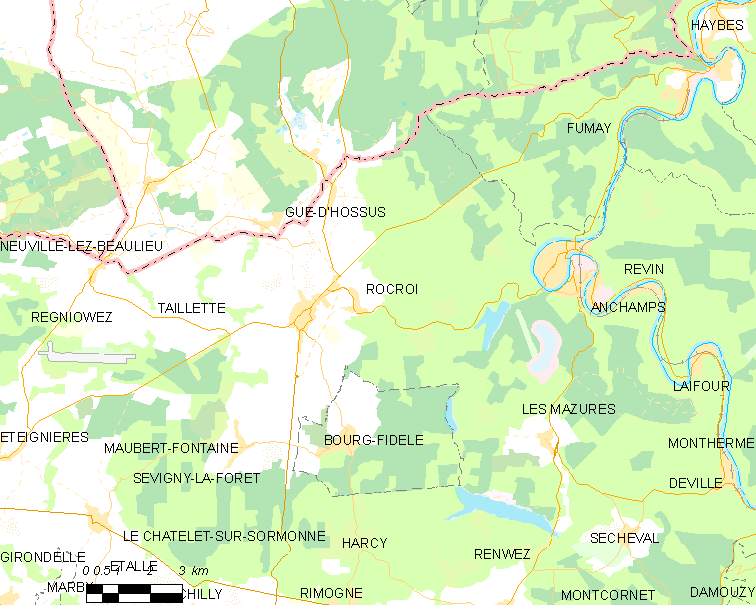
罗克鲁瓦的OSM定位图

## 行政
罗克鲁瓦的邮政编码为08230，INSEE市镇编码为08367。

## 政治
罗克鲁瓦所属的省级选区为罗克鲁瓦县。

## 人口

1962-2008年间罗克鲁瓦人口变化图示

罗克鲁瓦于2022年1月1日时的人口数量为2256人。